# Cychropsis shiva
Cychropsis shiva is een keversoort uit de familie van de loopkevers (Carabidae). De wetenschappelijke naam van de soort is voor het eerst geldig gepubliceerd in 2010 door Deuve & Schmidt.